# Glam rock
Glam rock, poznat također kao glitter rock, je žanr rock glazbe. Pojavio se u post-hipi dobu ranih 1970-ih. Fenomen glam rocka je bio najviše izražen u Engleskoj između 1971. i 1973. Proslavili su ga glazbenici poput Marca Bolana, Davida Bowiea, Eltona Johna, Garya Glittera, sastavi Queen, Slade, Sweet, T. Rexa, Mud, Roxy Music i Mott The Hoople. Primjer kasnijeg glam rocka je sastav Kiss. U SAD-u glam rock nije bio toliko popularan i slušali su ga uži krugovi ljudi u New Yorku, Los Angelesu, Detroitu.  Predstavnici američkih sastava su New York Dolls i Wayne County.
Glazbenici tog stila prepoznatljivi su po pretjeranom imidžu, s naglašenom šminkom te blještavim i bizarnim kostimima.
Obožavatelji i izvođači glam rocka se razlikuju od svojih prethodnika, hipija, koji su nosili obične traperice, glamuroznom, znanstveno-fantastičnom i spolno neprepoznatljivom odjećom. Glazbu karakteriziraju otegnute balade ali i snažan, energičan zvuk Rolling Stonesa koji je na nju utjecao. Pjesme se najčešće bave seksom, ali droga, znanstvena fantastika i tinejdžerska revolucija su česte teme.

## Vanjske poveznice
- Povijest glam rocka u Ujedinjenom Kraljevstvu